# 糸満駅
糸満駅（いとまんえき）は、かつて沖縄県糸満町（現在の沖縄県糸満市糸満）に存在した沖縄県営鉄道糸満線の鉄道駅（廃駅）である。

## 歴史
- 1923年（大正12年）7月11日（同年7月10日とも[2]）：糸満線の開通と同時に開業[1]。有人駅であった[2]。
- 1945年（昭和20年）：沖縄戦による線路の破壊のため、事実上廃止[3]。最終運行は3月28日頃[2]。

## 駅周辺
営業していた当時は日本最南端の鉄道駅であった（外地を除く）。跡地は現在、糸満市立糸満小学校と糸満市立糸満中学校とに囲まれており、周囲は住宅街となっているが、2018年の時点では駅のトイレは残っていた。周囲に他に便利な交通機関があったことと、立地の問題から、漁業関係者による利用は少なかった。

## 隣の駅
沖縄県営鉄道
糸満線
兼城駅 - 糸満駅